# Anna Wielebnowska
Anna Lucyna Wielebnowska (Cracovia, 17 aprile 1978) è un'ex cestista polacca.

## Carriera
Con la Polonia ha disputato i Giochi olimpici di Sydney 2000 e due edizioni dei Campionati europei (2003, 2005).